# Сіхляну
Сіхляну (рум. Sihleanu) — село у повіті Бреїла в Румунії. Входить до складу комуни Скорцару-Ноу.
Село розташоване на відстані 158 км на північний схід від Бухареста, 25 км на захід від Бреїли, 30 км на захід від Галаца.

## Населення
За даними перепису населення 2002 року у селі проживали 342 особи, з них 341 особа (99,7%) румунів. Усі жителі села рідною мовою назвали румунську.